# Cymbasoma longispinosum
Cymbasoma longispinosum är en kräftdjursart som först beskrevs av Bourne 1890.  Cymbasoma longispinosum ingår i släktet Thaumaleus, och familjen Monstrillidae. Arten är reproducerande i Sverige.